# 三毛猫ホームズの無人島
『三毛猫ホームズの無人島』（みけねこホームズのむじんとう）は、日本の小説家赤川次郎によって1997年に発表された三毛猫ホームズシリーズの短編集である。

## あらすじ
炭鉱が突然閉山になり、無人島となった軍艦島。それから10年が経ったある日、突如軍艦島に明かりが点いた。翌朝、江川哲也という人物から、軍艦島のパーティーに招待する手紙が届く。だが、江川がその手紙を書けるはずはなかった。江川はもう死んでいたのだから。

## 主な登場人物
- 片山義太郎 - 警視庁捜査一課のダメ刑事
- 片山晴美 - 義太郎の妹
- 石津刑事 - 晴美に恋をする猫嫌いの刑事
- ホームズ - 三毛猫

## 収録作品
- 三毛猫ホームズの放火（初出『小説宝石』1996年10月号）
- 三毛猫ホームズの無人島（初出『別冊小説宝石』1996年12月号）
- 三毛猫ホームズの雪合戦（初出『小説宝石』1997年1月号）
- 三毛猫ホームズのキューピッド（初出『小説宝石』1997年3月号）

## 書誌情報
- 『三毛猫ホームズの無人島』（光文社 カッパノベルス、1997年4月20日） ISBN 4-334-07229-1
- 『三毛猫ホームズの無人島』（光文社 光文社文庫、2000年3月20日） ISBN 978-4-334-72975-2
- 『三毛猫ホームズの無人島』（角川書店 角川文庫、2008年5月25日） ISBN 978-4-04-387006-6